# جنت مایبورو
جنت مایبورو (هلندی: Jeanette Myburgh؛ زادهٔ ۱۶ سپتامبر ۱۹۴۰) شناگر اهل آفریقای جنوبی بود.